# Lee Chong-hyun
Lee Chong-hyun (* 11. Juli 1996 in Seoul) ist ein südkoreanischer Eishockeyspieler, der seit Januar 2016 bei den Prince George Spruce Kings in der British Columbia Hockey League unter Vertrag steht.

## Karriere
Lee Chon-hvun begann seine Karriere als Eishockeyspieler in Finnland, wo er im Nachwuchsbereich von Tappara aktiv war. Als 16-Jähriger kehrte nach Südkorea zurück und spielte in der Mannschaft der Sun Duck Highschool. In dieser Zeit wurde er beim KHL Junior Draft 2013 von Admiral Wladiwostok in der zweiten Runde als insgesamt 64. Spieler ausgewählt, wechselte aber nicht nach Russland. Stattdessen ging er Ende 2014 in die North American Hockey League, wo er zunächst für Coulee Region Chill und dann in der NA3HL für La Crosse Freeze auf dem Eis stand. 2015 wechselte er zu den Port Moody Panthers und seit Januar 2016 spielt er für die Prince George Spruce Kings in der British Columbia Hockey League.

### International
Für Südkorea nahm Lee Chong-hyun im Juniorenbereich an den U18-Weltmeisterschaften 2013 in der Division I und 2014, als er Topscorer und bester Vorbereiter des Turniers war, in der Division II sowie den U20-Weltmeisterschaften 2015 und 2016 in der Division II teil. 
Nachdem Lee bereits in der Spielzeit 2015/16 sein Debüt in der südkoreanischen Herren-Mannschaft gegeben hatte, nahm er bei den Winter-Asienspielen 2017 erstmals an einem größeren Turnier teil und belegte mit den Südkoreanern Platz zwei hinter Kasachstan. Später im Jahr spielte er dann auch erstmals bei der Weltmeisterschaft in der Division I, bei der den Südkoreanern der erstmalige Aufstieg in die Top-Division gelang.

## Erfolge und Auszeichnungen
- 2014 Topscorer und bester Vorbereiter bei der U18-Weltmeisterschaft der Division II, Gruppe A
- 2017 Silbermedaille bei den Winter-Asienspielen
- 2017 Aufstieg in die Top-Division bei der Weltmeisterschaft der Division I, Gruppe A